# مون زاپا
مون زاپا (انگلیسی: Moon Unit Zappa؛ زادهٔ ۲۸ سپتامبر ۱۹۶۷) یک هنرپیشه، و خواننده اهل ایالات متحده آمریکا است. وی از سال ۱۹۸۲ میلادی تاکنون مشغول فعالیت بوده‌است.
از کارهای معروف او می‌توان به بازی در فیلم پسران همسایه و تبادل دانشجو اشاره کرد.

## زندگی‌نامه
مون زاپا فرزند ارشد گیل اسلواتمن و موسیقیدان فرانک زاپا در شهر نیویورک متولد شد. او سه خواهر و برادر کوچکتر دارد، شامل دویزیل، احمد و دیوا. پدر زاپا از تبار سیسیلی، یونانی-عربی و فرانسوی و مادرش آلمانی و پرتغالی‌تبار بود. زاپا در مدرسه اوکاوود در شمال هالیوود، کالیفرنیا تحصیل کرد.